# 高碕芳郎
高碕 芳郎（たかさき よしろう、1919年8月30日- 2011年4月10日 ）は、日本の経営者。東洋製罐社長、会長を務めた。高碕達之助の長男。

## 来歴・人物
大阪府出身。1953年に早稲田大学商学部を卒業し、同年に東洋製罐に入社した。常務、専務を経て、1961年11月に副社長に就任し、1964年には社長に昇格した。1992年6月に会長に就任し、2001年6月には名誉会長に就任。関西テレビ放送取締役も務めた。
1999年4月に藍綬褒章を受章した。
2011年4月10日、老衰のために死去。91歳没。墓所は小平霊園。